# Benjamin Müsegades
Benjamin Müsegades (* 1982 in Henstedt-Ulzburg) ist ein deutscher Historiker mit den Schwerpunkten Mittelalter und Landesgeschichte. Seit März 2025 ist er Direktor des Hessischen Instituts für Landesgeschichte in Marburg.

## Leben und Wirken
Benjamin Müsegades studierte von 2003 bis 2009 Englisch und Geschichte für das Lehramt an Gymnasien an der Universität Greifswald und an der University of the South in Sewanee, Tennessee. Anschließend arbeitete er als wissenschaftlicher Mitarbeiter im DFG-Projekt „Edition der normativen Quellen zur Geschichte der Universität Greifswald 1456–1815“ (Leitung Karl-Heinz Spieß und Dirk Alvermann) an der Universität Greifswald. Von 2010 bis 2012 war Müsegades Promotionsstipendiat des DFG-Graduiertenkollegs 1507 „Expertenkulturen des 12. bis 16. Jahrhunderts“ an der Universität Göttingen, es folgte die Vertretung einer Stelle als wissenschaftlicher Mitarbeiter an der Universität Greifswald. Im Jahr 2013 wurde Müsegades mit der von Karl-Heinz Spieß und Frank Rexroth betreuten Arbeit Zwischen Hofmeister und Präzeptor. Fürstliche Erziehung und Ausbildung 1400–1540 an der Universität Greifswald promoviert.
Er wechselte 2013 an die Universität Heidelberg und leitete dort bis 2021 das Institut für Fränkisch-Pfälzische Geschichte und Landeskunde als wissenschaftlicher Geschäftsführer. Im Jahr 2020 schloss er mit der Arbeit Heilige in der mittelalterlichen Bischofsstadt. Speyer und Lincoln im Vergleich (11. bis frühes 16. Jahrhundert) seine Habilitation ab und erhielt die Venia legendi für Mittelalterliche Geschichte und Historische Grundwissenschaften. Von April 2021 bis März 2024 hatte er eine Vertretungsprofessur für „Vergleichende Landesgeschichte in europäischer Perspektive (Schwerpunkt Spätmittelalter)“ von Jörg Peltzer an der Universität Heidelberg. Im Sommersemester 2024 vertrat er die Professur für Europäische Geschichte des Mittelalters mit dem Schwerpunkt Spätmittelalter an der Humboldt-Universität zu Berlin. Müsegades legte 2023 die erste Monografie über den Lebensweg von Karl Richard Weintz vor.
Seit 1. März 2025 ist er Direktor des Hessischen Instituts für Landesgeschichte in Marburg.

## Schriften (Auswahl)
Monographien
- NS-Täter zwischen Gestapo und pfälzischer Geschichtsforschung. Karl Richard Weintz (1908–2010). Verlag Regionalkultur, Ubstadt-Weiher 2023, ISBN 978-3-95505-395-6.
- Heilige in der mittelalterlichen Bischofsstadt. Speyer und Lincoln im Vergleich (11. bis frühes 16. Jahrhundert) (= Archiv für Kulturgeschichte. Beihefte. Bd. 93). Böhlau, Wien u. a. 2021 (Zugleich: Habilitationsschrift, Universität Heidelberg 2019), ISBN 978-3-412-52012-0.
- Fürstliche Erziehung und Ausbildung im spätmittelalterlichen Reich (= Mittelalter-Forschungen. Bd. 47). Thorbecke, Ostfildern 2014 (Zugleich: Dissertation, Universität Greifswald 2013), ISBN 978-3-7995-4366-8 (online).

Herausgeberschaften
- mit Ingo Runde: Universitäten und ihr Umfeld. Südwesten und Reich in Mittelalter und Früher Neuzeit (= Heidelberger Schriften zur Universitätsgeschichte. Bd. 7). Heidelberg 2019.
- mit Jens Klingner: (Un)Gleiche Kurfürsten? Die Pfalzgrafen bei Rhein und die Herzöge von Sachsen im späten Mittelalter (1356‒1547) (= Heidelberger Veröffentlichungen zur Landesgeschichte und Landeskunde. Bd. 19). Heidelberg 2017.

Quelleneditionen
- Dirk Alvermann, Karl-Heinz Spieß (Hrsg.): Quellen zur Verfassungsgeschichte der Universität Greifswald 1456–1815. Band 1: Von der Universitätsgründung bis zum Westfälischen Frieden 1456–1648 (= Beiträge zur Geschichte der Universität Greifswald. Bd. 10.1), bearbeitet von Benjamin Müsegades, Sabine-Maria Weitzel, Stuttgart 2011.
- mit Andreas Büttner, Martha Christine Süß und Lena von den Driesch: Kopialbuch der Zisterzienserabtei Schönau (Generallandesarchiv Karlsruhe 67/1302). Transkription, Heidelberg 2020 (Digitalisat).